# Route nationale 324a
La route nationale 324A ou RN 324A était une route nationale française reliant Chantilly à la Chapelle-en-Serval. À la suite de la réforme de 1972, elle a été déclassée en RD 924A.

## Ancien tracé
- Chantilly
- La Chapelle-en-Serval

## Sites remarquables
- Château de Chantilly
- Forêt de Chantilly
- Étangs de Commelles